# NieR Re［in］carnation
《NieR Re[in]carnation》是由Applibot開發，史克威爾艾尼克斯發行的角色扮演遊戲。玩家會扮演一位少女，並在一個名為「牢籠」的世界探索與戰鬥。該作在2021年2月於日本發行，2021年7月於歐美和南韓發行，2022年7月於臺港澳和東南亞發行。該作是《誓血龍騎士系列》外傳《尼爾系列》的首款手機遊戲。該作發行後獲評褒貶不一，評論家雖讚揚了該作的敘事和氛圍，但批評其轉蛋系統。

## 玩法

《NieR Re[in]carnation》於戰鬥時的畫面。

《NieR Re[in]carnation》是一款角色扮演遊戲，故事開始於名為「牢籠」的世界。玩家在自稱「媽媽」的生物陪同下進入名為「稻草人」的雕像，並重拾記憶。遊戲關卡分為主線關卡、支線關卡和競技場。玩家透過遊玩主線關卡探索牢籠，並查閱遊戲內的故事；遊玩支線關卡取得素材，素材可用於提升角色或武器的等級；競技場則是玩家對戰系統。
戰鬥隊伍由三名角色組成，玩家可點擊角色頭像或與其相鄰的菱形方框以使用特殊攻擊，或是使用遊戲內的自動戰鬥功能進行戰鬥。戰鬥時，敵方生物會分為多組依序進場，玩家須打倒所有敵方生物後才能通關。玩家可以透過轉蛋系統獲取更多角色及武器。

## 開發
《NieR Re[in]carnation》由Applibot開發，史克威爾艾尼克斯發行。系列創作者橫尾太郎擔任創意總監，史克威爾艾尼克斯的齊藤陽介擔任聯合製作人，Applibot的松川大地擔任聯合製作人和聯合總監。該作的主要角色由吉田明彥設計，背景及概念圖由幸田和磨設計。開發團隊的目標是打造一款在3D圖形上能與跨平台遊戲相媲美的遊戲。該作在開發期間的代號為「Dark」。松川在採訪中表示，該作的玩法就像是《尼爾：自動人形》的自動模式，畫面中的角色會自行攻擊敵方生物，因為松川發現在智慧型手機下的動作遊戲操作難度較大，於是將該作的遊玩模式做成回合制。該作的射擊部分受《尼爾：自動人形》啟發，並在松川的堅持下加入。該作使用了柔和的色調，因其較符合《尼爾系列》的整體美學。

## 發行
該作在2020年3月首次公布，7月至8月進行封閉測試，9月24日舉辦預約活動。史克威爾艾尼克斯原先預計在2020年內於日本發行，但最終推遲到2021年前半。測試結束後，故事部分是否會有完整配音仍未明朗，但在粉絲的回饋下，開發團隊決定克服技術困難，加入該部分的完整配音。該作在2021年2月21日於日本發行，並伴隨與《尼爾：自動人形》的合作活動。該作發行後，先後舉辦了與《尼爾：人工生命 ver.1.22474487139...》、《誓血龍騎士3》、《女神異聞錄5 皇家版》和《死亡愛麗絲》的合作活動。
史克威爾艾尼克斯在2020年9月24日宣布將推出歐美版本，2021年5月26日至6月2日進行測試，7月28日正式發行。小萌科技在2022年6月9日宣布代理該作的繁體中文版和東南亞版，並同步舉辦預約活動，兩種版本皆於7月14日發行，至2023年6月30日停止營運。

## 反應
《NieR Re[in]carnation》於匯總媒體Metacritic獲評「褒貶不一」。Eurogamer義大利的尼古拉斯·墨丘利表示，儘管該作具有「實驗性質」，但其敘事、氛圍和免費遊玩的模式使該作值得一玩。Siliconera的Kazuma Hashimoto表示該作「展示了手機遊戲所能達到的未來」，但「被其運作的（遊戲）系統削弱，有損其核心的敘事成分」。RPGFan的阿拉娜·哈格斯提到，該作就像將表現良好的敘事和氛圍包裹在充斥各種遊戲系統內，使人無法享受作品。
該作的敘事和氛圍受到高度讚揚。Hashimoto指出該作的敘事與其他系列作品相當契合，並讚賞了該作呈現的故事與主題緊密結合。墨丘利認為該作的故事令人上癮、具有深度且講述得相當細緻，並認為該作的氛圍「非常出色」。哈格斯稱讚了遊戲故事所喚起的憂鬱情緒，並表示「氛圍完美」，但也提到她對支線故事較主線故事更感興趣。Multiplayer.it的喬治·梅拉尼表示，該作雖以憂傷的口吻敘事，但能喚起既誘人又非常迷人的氛圍。
評論家批評了該作的轉蛋系統。哈格斯提到該作集結了部分轉蛋遊戲內最糟糕的元素。Android Central的雷切爾·凱瑟表示該作因免費遊玩的模式而被迫加入轉蛋系統，使之「感覺起來沒那麼美妙」，並批評其轉蛋系統無處不在。
該作截至2021年2月24日的下載量達500萬次，截至3月4日的下載量達1000萬次。該作在發行首月於App Store的下載量是當月第10名，營收為2240萬美元。該作於2022年紐約遊戲大獎獲頒「最佳手機遊戲」

## 改編小說
遊戲官方Twitter帳號於2022年3月3日宣布將發行由主線故事改編的小說《NieR Re[in]carnation 少女與怪物》，並於同月31日發行。

## 外部連結
- 官方網站 （页面存档备份，存于） （日語）
- 官方網站 （页面存档备份，存于） （英文）
- 官方網站 （页面存档备份，存于） （繁體中文）